# Koprníček
Koprníček (Ligusticum) je rod miříkovitých rostlin. Asi 50 druhů roste převážně v horách Eurasie a Severní Ameriky, ve střední Evropě se vyskytují dva druhy, v České republice roste pouze koprníček bezobalný (Ligusticum mutellina).